# Pahkajärvi (sjö i Enonkoski, Södra Savolax)
Pahkajärvi är en sjö i kommunen Enonkoski i landskapet Södra Savolax i Finland. Sjön ligger 105,2 meter över havet. Arean är 1,48 kvadratkilometer och strandlinjen är 16,39 kilometer lång. Sjön  ingår i Vuoksens huvudavrinningsområde.   Den ligger omkring 93 kilometer nordöst om S:t Michel och omkring 300 kilometer nordöst om Helsingfors. 